# Red Special
A Red Special (vagy a Fireplace) Brian May, a Queen együttes szólógitárosának saját készítésű elektromos gitárja.

## Története
Brian May apja segítésével 1963 augusztusában kezdett dolgozni saját hangszerén. A gitár faanyagának nagy része egy régi kandallóburkolatból származik, amit a család egyik barátja éppen kidobni készült. A nyakat kézzel faragták a kívánt formára, ami nem volt könnyű feladat, tekintve a fa korát és minőségét. A nyak 24 érintős, tölgy fogólappal. A pozíciójelölő berakások faragott gyöngyházból készültek, amiket May sajátos pozícióban helyezett a gitárra: kettőt a 7. és a 19. érintőhöz, és hármat a 12. és 24. érintőhöz.

## Felépítése
A gitár teste tölgyfából készült, majd mahagóni borítást kapott, melynek végeredménye egy félakusztikus gitár: a középső blokkhoz vannak ragasztva az oldalai. Ezekre került egy-egy mahagóni fedlap, amik egy tömör testű gitár megjelenését adják a hangszernek. A fehér szegélyezés valójában a fedlap rögzítését hivatott elfedni.

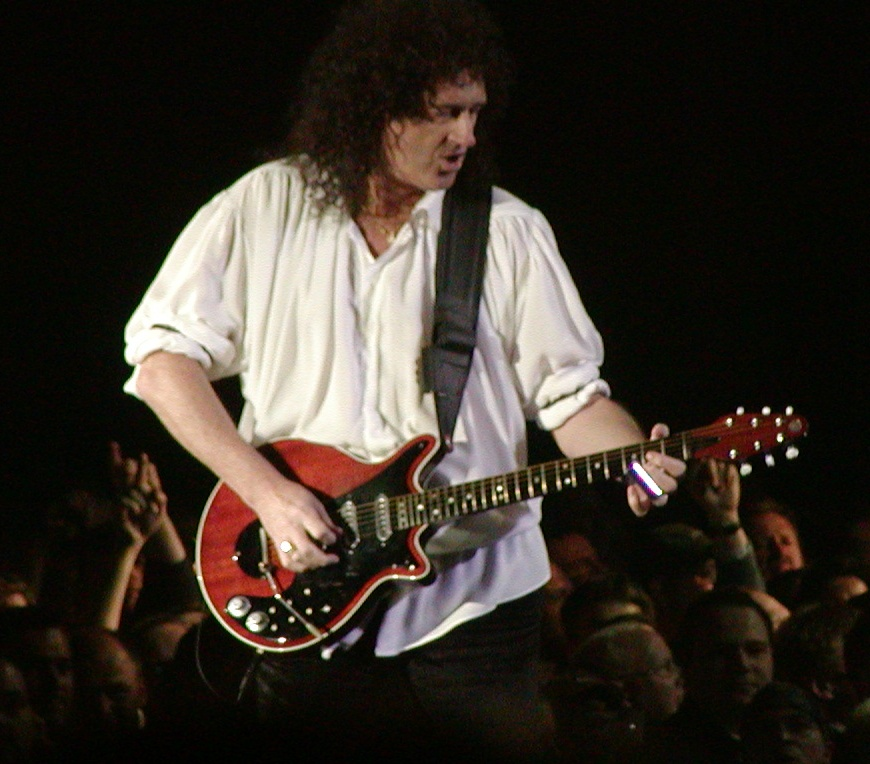
Brian May és a Red Special

Három hangszedő került a gitárra: May vásárolt egy Burns Tri-sonic hangszedő készletet, ám újratekercselte ellenkező polaritással, majd rögzítette a tekercseket. Eredetileg is saját maga tekercselte a hangszedőit, de nem szerette ha az a polaritás miatt hajlított hangokat eredményezett. A tremoló rendszer egy régi, edzett acél késpengéből állt, V-alakba hajlítva, és két motorról leszedett szeleprugót rakott a húrfeszülés ellenében. A rugók feszülése a csavarokkal állítható, amik a rugók belsejében mozogtak ki vagy be két kis bemeneti lyukon. A súrlódást csökkentendő a hidat két kis hengerrel egészítette ki, amelyek segítségével a húrok pontosan visszakerülhettek a helyükre, a tremolo kar használata után (a kar maga egy biciklis nyeregtáska tartóból való). Ugyanebből az okból a nyak másik végén a húrok egy nullérintőn, és egy bakelit húrvezetőn mennek át. A gitár eredetileg tartalmazott egy beépített torzító áramkört, egy ’60-as évek közepi Vox torzító egységből adaptálva. Ennek a kapcsolója a fáziskapcsolókkal szemben volt. May hamar felfedezte, hogy jobban kedveli a VOX AC30 gitárerősítő teljes kivezérlésen való torzítását, így az áramkört kiszerelte. A megszüntetett kapcsoló helyét egy csillag formájú gyöngyházberakás fedi, de eredetileg csak egy szigetelőszalag takarta el.
A név – Red Special – a gitár vöröses-barnás színéből adódott. Színezés és a műanyag bevonat felkerülése után ilyen színű lett. A teljes összeg, amit May a gitárjára költött, 17 font 50 penny volt.

## Másolatok
A Red Special hivatalos másolatai készültek eltérő összegekért és különböző modellekben, leginkább az 1980-as, 1990-es években, leggyakrabban a Gulid Guitar cég üzemeiben, 1983-tól 1991-ig, és a Burn’s Guitars cégnél a késő 90-es években (a gitár tömeggyártására Dél-Koreában került sor). Jelenleg három különböző vállalat gyárt Red Special gitárokat: a Brian May Guitars (átvéve a gyártást a Burns-től), az RS Guitars (kézzel gyártott modellek Arizonában, az USA-ban) és KZGuitarWorks (minőségi másolatok gyártása Japánban). Dillion Guitars szintén gyárt két fajtát Koreában, de azok nem hivatalosak.
Greg Fryer, egy ausztráliai gitár-guru, épített három másolatot May engedélyével, még ahhoz is hozzájárult, hogy Fryer megröntgenezze a gitárt, feltérképezve a belső összetevőit, hogy ez alapján alapos gitártest felmérést készíthessen CAD/CAM reprodukcióhoz. Fryer a három gitárt John, Paul és George Burnsnek nevezte el. Közülük kettő May birtokában van, míg Fryer megtartotta Pault, amit picit különböző hangzású fákból rakott össze a „még agresszívebb” hangzásért, kifejezetten magának.
2004-ben Andrew Guyton, Kelet-Angliából épített 50 darab másolatot a „Red Special”-ből: 40-et vörös színben, ünnepelve a gitár 40. évfordulóját, és tízet zöldben, mert korábban látott egy Guild féle gitárt zöld színben, és megtetszett neki.